# إسود باهت (مسلسل)
إسود باهت هو مسلسل تلفزيوني مصري، من تأليف أحمد صبحي وإسلام شتا، وإخراج ممدوح زكي، وإنتاج عمرو عبد الخالق، عُرض المسلسل لأول مرة، في النصف الثاني من شهر رمضان 16 مارس 2025.

## قصة المسلسل
تدور أحداث مسلسل (إسود باهت) في إطار من الإثارة والتشويق، من خلال 15 حلقة مقسمة إلى 3 حكايات، لكل منها5 حلقات حول قضية محددة وقصة بأبطال مختلفين، ومنهم (حكاية شغف، حكاية وصمة عار، حكاية دقيقة إلا ربع)

## الممثلون
- سهر الصايغ
- ضياء عبدالخالق
- محمد مهران
- حسن عيد
- عبير فاروق
- محمد غنيم
- سوسن بدر
- محمد عز
- إبراهيم السمان
- محمد علي رزق